# Jacobo Martínez
Jacobo Martínez García (Ocaña, Toledo, España, 2 de julio de 2002) conocido deportivamente como Jacobo Martínez, es un futbolista español que juega como  portero. Actualmente forma parte de la  Club Deportivo Mensajero de Segunda Federación.

## Trayectoria deportiva
La carrera futbolística de Jacobo comenzó a temprana edad en las categorías inferiores de la E.M.F Noblejas. En 2013 pasó a formar parte de la cantera del Club Atlético de Madrid donde permaneció por seis temporadas hasta llegar al primer equipo U19 de División de Honor Juvenil de España.
Para la temporada 2019/2020  ficha por el combinado U19 del Aravaca Club de Fútbol, también en la máxima categoría juvenil del fútbol español. Durante su estancia allí además debutó con 17 años en categoría senior con su filial en la victoria por 2-1 ante la AD Unión Adarve B.
A comienzo de la 2020/2021 el guardameta firma por el Villarreal Club de Fútbol U19 de División de Honor Juvenil de España acabando como campeón del grupo séptimo y entrando en la convocatoria para disputar la UEFA Youth League.
De cara al siguiente curso, finalizada su etapa formativa base, promociona al Villarreal CF "C" de Tercera División RFEF, estando en dinámica de entrenamientos con el Villarreal Club de Fútbol "B" de Primera División RFEF, para en enero de 2022 recalar en el AD Villaviciosa de Odón hasta final de campaña en la misma categoría nacional.
En verano de 2022 firma contrato profesional con la Unió Esportiva Santa Coloma para competir esa campaña en la Primera División de Andorra haciendo su debut oficial en la máxima categoría del fútbol de Andorra en el encuentro correspondiente a la tercera jornada de liga en el empate a uno ante FC Ordino.
El 6 de julio de 2023 fichó por el  Club Deportivo Mensajero de la Segunda Federación.

## Carrera deportiva

### Clubes
| Club                          | País    | Año         |
| ----------------------------- | ------- | ----------- |
| Atlético Madrileño U19        | España  | 2018 - 2019 |
| Aravaca CF U19                | España  | 2019        |
| Villarreal Club de Fútbol U19 | España  | 2020-2021   |
| Villarreal CF "C"             | España  | 2021        |
| AD Villaviciosa de Odón       | España  | 2022        |
| Futbol Club Santa Coloma      | Andorra | 2022 – 2023 |
| Club Deportivo Mensajero      | España  | 2023        |